# Братя Колинг
Братята Колинг (на английски: Colling; Робърт Колинг, 1749 – 7 март 1820, и Чарлс Колинг, 1751 – 16 януари 1836) са английски скотовъдци от XVIII век.
Имат основен принос за подобряването на английското късорого говедо (1780). Притежават и стопанисват ферми край Дарлингтън, като използват околните пасища за прехрана на говедата си.
Брой говеда през годините:
- 1768 г.: 145
- 1769 г.: 247
- 1770 г.: няма данни
- 1771 г.: 350
- 1772 г.: 1345 (сливане със скотовъдното стопанство Кенет Арсон.)
- 1773 г.: 1500
- 1774 г.: 1390
- 1775 г.: 1367
- 1776 г.: 1470
- 1777 г.: 1450
- 1778 г.: 1345
- 1779 г.: 1200
- 1780 г.: 1269
- 1781 г.: 1307
- 1782 г.: 1256